# کرپ
کرِپ یا کرِیپ (‎i‎/kreɪp/‎ یا ‎/krɛp/‎ فرانسوی: [kʁɛp] ()) یک نوع بسیار نازک پنکیک است که معمولاً از آرد گندم یا آرد گندم سیاه (گالته) تهیه می‌گردد و کلمهٔ کرپ به فرانسوی از ریشهٔ لاتین crispa به معنی «پیچاندن» گرفته شده‌است. با آنکه کرپ از ناحیهٔ بروتاین آمده اما در تمام فرانسه، بلژیک و کبک، کانادا مصرف می‌شود. کرپ معمولاً با مختلفات متفاوتی، از شکر گرفته تا سوزت آتشی، سرو می‌شود.

## طرز تهیه
کرپ با ریختن خمیرابه رقیق بر روی یک ماهیتابهٔ داغ که معمولاً با کره چرب شده است، درست می‌شود. کرپ شیرین معمولاً با آرد گندم پخته می‌شود در حالی که برای داشتن کرپی خوش‌طعمتر، از آرد گندم سیاه استفاده می‌شود.
اگر کرپ برای ناهار یا شام سرو شود، معمولاً از مخلفاتی چون پنیر، تخم مرغ، قارچ کنگر فرنگی، ژامبون و دیگر مشتقات گوشتی دیگر استفاده می‌گردد. این مخلفات را عموماً در وسط کرپ می‌ریزند و گوشه‌هایش را به داخل تا می‌کنند.
کرپ شیرین می‌تواند به عنوان صبحانه یا دسر خورده شود. در این صورت بر روی آن ممکن است هر مادهٔ شیرینی از جمله نوتلا، مربا، خاک قند، شیره درخت افرا، عصارهٔ لیمو، خامه زده شده یا تکه‌های میوه بر روی آن ریخت.